# Farid Mammadov
Farid Mammadov, (azéri : Fərid Məmmədov), né le 30 août 1991, est un chanteur azerbaïdjanais.

## Biographie
Le 14 mars 2013, il est choisi à l'issue d'une finale nationale pour représenter l'Azerbaïdjan au Concours Eurovision de la chanson 2013 à Malmö, en Suède avec la chanson Hold Me (Retiens-moi). Il se classe deuxième.

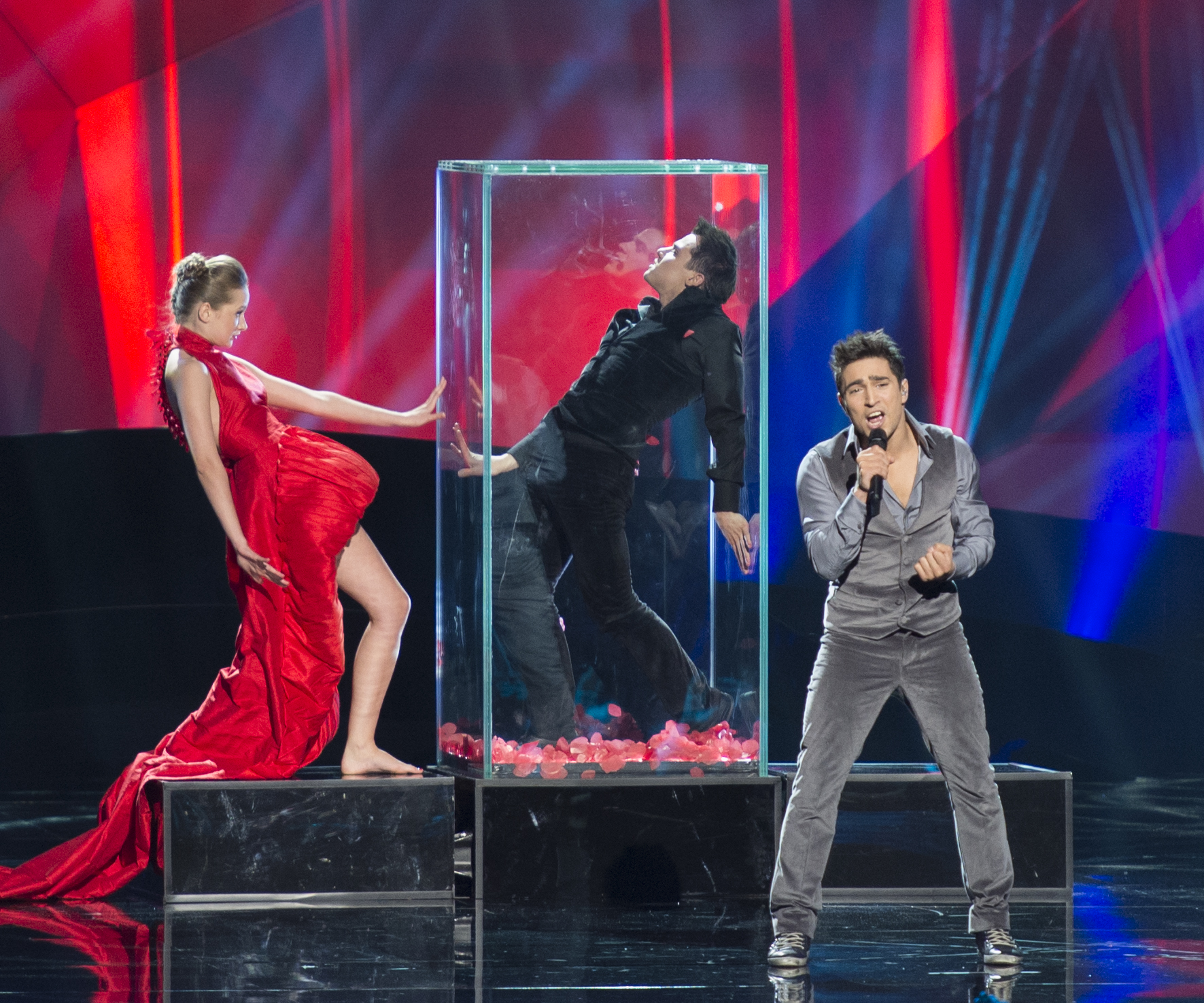
Farid Mammadov pendant sa performance au Concours Eurovision de la chanson 2013

## Discographie

### Singles
| Année | Single                    |
| ----- | ------------------------- |
| 2012  | "Gəl yanıma (come to me)" |
| 2013  | "İnan (believe)"          |
| 2013  | "Hold me"                 |